# Christoph Heinrich Hirzel
Christoph Heinrich Hirzel, häufig kurz Heinrich Hirzel, (* 22. März 1828 in Zürich; † 15. November 1908 in Leipzig) war ein schweizerisch-deutscher Chemiker, Buchautor, Erfinder, Hochschullehrer und Unternehmer.

## Leben
Nach seinem Studium der Chemie von 1845 bis 1849 in Zürich war er wissenschaftlicher Assistent am Chemischen Laboratorium der Universität Leipzig, promovierte dort 1851 zum Dr. phil. und habilitierte sich 1852 im Bereich der pharmazeutischen Chemie. Infolge der fortgesetzten Tätigkeit wurde er dort von 1865 bis 1891 außerordentlicher Professor und nahm 1867 die sächsische Staatsbürgerschaft an.
Parallel wurde er zwischen 1850 und 1860 Mitherausgeber der Zeitschrift für Pharmacie und von 1865 bis 1874 des Jahrbuchs der Erfindungen und Fortschritte. Außerdem verfasste er populärwissenschaftliche Beiträge für die weit verbreitete Familienzeitschrift Die Gartenlaube, die Leipziger Illustrierte Zeitung und die von Emil Adolf Roßmäßler herausgegebene Publikationsreihe Bücher der Natur.
Die Mitgliedschaften als Korrespondierendes Mitglied des Würzburger Polytechnischen Vereins, in der Naturforschenden Gesellschaft zu Leipzig, des Naturwissenschaftlichen Vereins Halle und seine Tätigkeit als Sekretär der Polytechnischen Gesellschaft sowie die Funktion als Vorstandsmitglied des Deutschen Pharmazeuten-Vereins belegen seine vielfältigen Interessen. Er war als Consul der Schweizer Eidgenossenschaft zudem Ehrenpräsident der Schweizer Gesellschaft in Leipzig, deren Präsident der Anatom Wilhelm His war.
Verheiratet war Heinrich Hirzel mit Wella Selma Therese geb. Helbing.

## Unternehmer

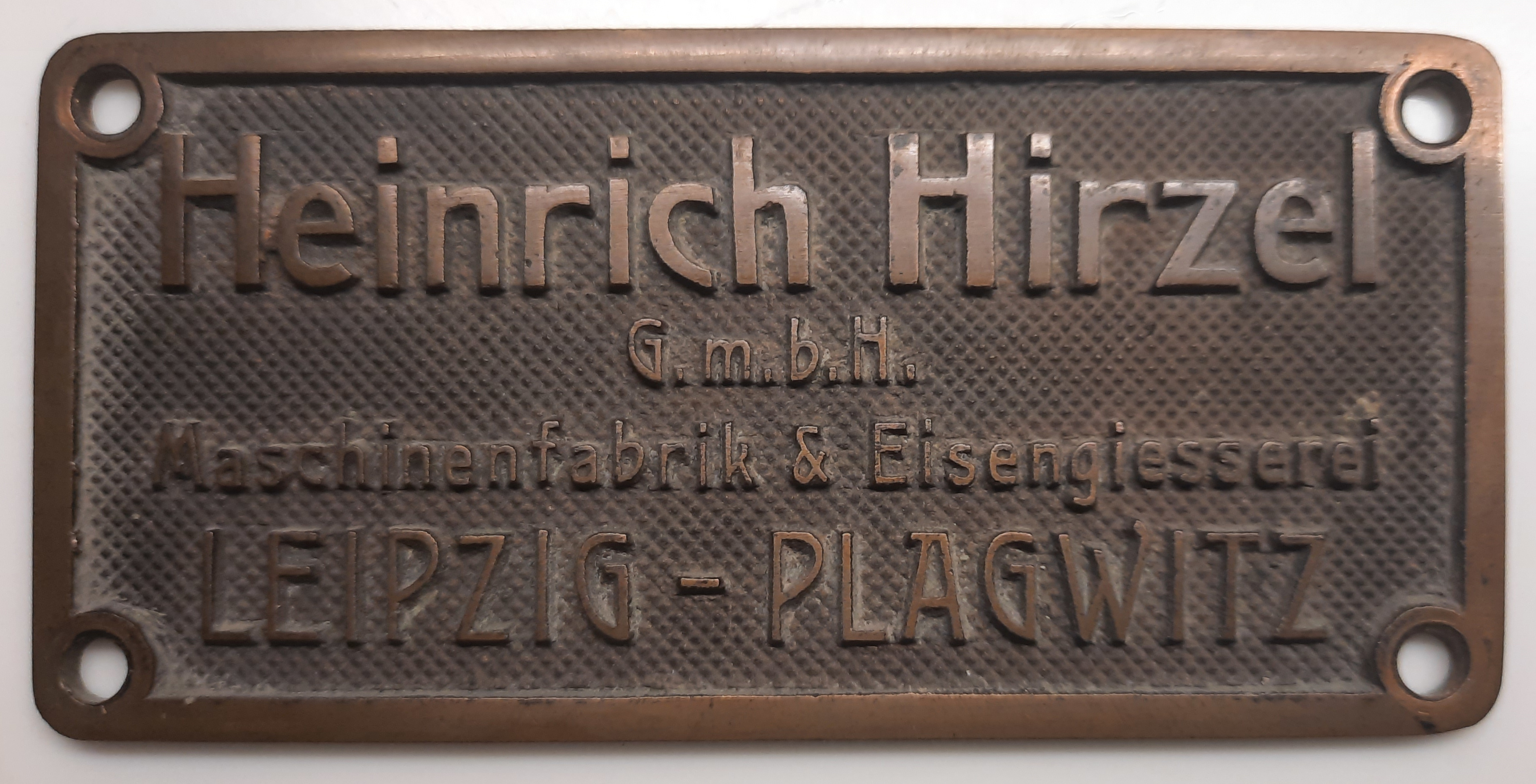
Firmenschild Messing

Seit spätestens 1882 vertrieb er als Unternehmer eine mehrfach patentierte Oelgas-Anlage, den „Rauchlos brennenden Argandbrenner für alle Arten Leuchtgas“. Ein Nachtragspatent unter der D.R.P.-Nr. 20086 zu dem Patent D.R.P.-Nr. 12240 vom 4. Juli 1880 unter der Klassifizierung „Gas-Bereitung und Erleuchtung“ wurde ihm am 12. Mai 1882 erteilt. Die Fabrik für Gaswerke und Chemische Apparate Heinrich Hirzels befand sich in Leipzig-Plagwitz, Nonnenstraße 8.

## Schriften
- Der Führer in die unorganische Chemie, mit besonderer Berücksichtigung ihrer Beziehungen zur Pharmacie, Medicin und Toxikologie. Leipzig 1852.
- Das Hauslexikon, 6 Bände, Leipzig 1858–1862.
- Katechismus der Chemie. 3. Auflage, Leipzig 1873.
- Die Toiletten-Chemie. 3. Auflage, Leipzig 1874.

## Schüler
- 1883: Hermann Kunz-Krause, Pharmazeut und Professor für Chemie an der Tierärztlichen Hochschule[3][4]